# Siremar
Siremar - Sicilia Regionale Marittima, est une compagnie de navigation maritime privée italienne, filiale de la Società Navigazione Siciliana SpA, qui fait partie du groupe italien Liberty Lines SpA. Elle assure les liaisons maritimes entre la Sicile et les îles mineures voisines : Îles Égades, Pantelleria et les Îles Pélages avec des ferries et des hydroptères. La compagnie assure également les liaisons maritimes entre Naples, les Îles Éoliennes et Milazzo avec des ferries.

## Histoire
La compagnie Siremar a été créée à la suite de la loi italienne No 169 du 19 mai 1975 relative à la réorganisation des transports maritimes. Elle avait un actionnaire principal, la compagnie d'État Tirrenia di Navigazione et des actionnaires privés minoritaires, les anciens propriétaires des liaisons maritimes avec la Sicile.
Au mois de septembre 2010, la société, devenue une filiale à 100 % de Tirrenia, a été placée en administration judiciaire du fait de la privatisation du groupe Tirrenia di Navigazione. En octobre 2011, la compagnie Siremar a été vendue à la Compagnia delle Isole S.p.A., une compagnie maritime dont la Région Sicile détenait 30,33 % du capital, filiale de "Mediterranea Holding" appartenant à l'armateur napolitain Salvatore Lauro. L'accord prévoyait que la compagnie recevrait une subvention annuelle de 55,6 millions d'euros pendant 12 ans pour assurer le service public sur les liaisons maritimes en concession.
Un recours a été déposé après la vente de Siremar à la "Compagnia delle Isole" et en 2015, le TAR (Tribunal Administratif Italien) du Latium (Rome) a annulé la vente au motif ”aide d'État contraire à la convention Européenne du fait de la caution délivrée par la Région Sicile, actionnaire de l'acquéreur”.
Le 24 mars 2016, le Directeur général de Ustica Lines, Ettore Morace, annonce que la Società Navigazione Siciliana rachète Siremar qui sera gérée avec la compagnie maritime Caronte & Tourist. Après avoir investi 55,1 millions d'euros pour ce rachat devenu effectif le 12 avril 2016, la répartition de l'activité du groupe Liberty Lines est ainsi répartie : la nouvelle compagnie gèrera les lignes avec des ferries traditionnels tandis que Liberty Lines SpA celles qui utilisent des hydroptères.

## Le groupe Liberty Lines
Au 1er novembre 2017, Liberty Lines Group comprenait :
- Liberty Lines S.p.A., compagnie de navigation,
- Trieste Lines srl
- Liberty Shipyard
- Società Navigazione Siciliana S.p.A. (50 %)
  - Siremar (100 %)
- Traghetti delle Isole (50,9 %)
- Trapani Calcio S.r.l. (50 %)

## La flotte de la compagnie Siremar

### Ferries traditionnels
Ces navires peuvent transporter des passagers, leurs véhicules personnels et des véhicules lourds de marchandises (camions) : 
| Nom                  | Type  | Jauge brute (tonneaux) | Vitesse (nœuds) | Capacité passagers | Capacité voitures |
| -------------------- | ----- | ---------------------- | --------------- | ------------------ | ----------------- |
| Laurana              | Ferry | 10.977                 | 17              | 800                | 272               |
| Sansovino            | Ferry | 10.977                 | 17              | 800                | 272               |
| Paolo Veronese       | Ferry | 2.894                  | 18              | 673                | 93                |
| Pietro Novelli       | Ferry | 2.352                  | 18              | 578                | 93                |
| Antonello da Messina | Ferry | 1.555                  | 16              | 737                | 70                |
| Filippo Lippi        | Ferry | 1.555                  | 18              | 795                | 70                |
| Simone Martini       | Ferry | 1.494                  | 16,5            | 797                | 70                |
| Vesta                | Ferry | 1.386                  | 16,5            | 750                | 75                |
| Sibilia              | Ferry | 994                    | 16,5            | 700                | 60                |

### Navires rapides
La compagnie Siremar dispose de ferries de nouvelle génération capables de transporter les passagers, leurs véhicules personnels et les véhicules lourds (camions) à des vitesses très élevées :
| Nom                | Type                    | Jauge brute (tonneaux) | Vitesse (nœuds) | Capacité passagers | Capacité voitures |
| ------------------ | ----------------------- | ---------------------- | --------------- | ------------------ | ----------------- |
| Isola di Vulcano   | Navire à grande vitesse | 1.925                  | 32              | 525                | 57                |
| Isola di Stromboli | Navire à grande vitesse | 4.460                  | 28              | 800                | 168               |

Le navire à grande vitesse Isola di Vulcano a été construit par le chantier naval Rodiriquez Cantieri Navali de Pietra Ligure, dont le siège social est implanté à Messine. Le NGV Isola di Stromboli a été construit par le chantier naval "De Poli" à Pellestrina (Venise) sous licence Rodriquez Cantieri Navali.

### Anciens navires désarmés ou revendus
Liste de quelques anciens navires ayant composé la flotte de la compagnie Siremar :
- Caravaggio (1976-1981)
- La Valletta (1976-1989)
- Piero della Francesca (1979-2007), actuellement sous pavillon Traghetti delle Isole et renommé Cossyra
- Giotto (1980-1992)
- Vittore Carpaccio (1992-2006), vendu à la compagnie Ustica Lines qui l'a renommé Gianni Morace,
- Guizzo, (lancement 1993), loué à la compagnie Tirrenia de 2002 à 2004 pour la liaison estivale Mazara del Vallo - Île de Pantelleria désarmé et détruit en 2012
- Capricorn, (lancement 1999) loué à la compagnie Tirrenia  pour la liaison estivale entre Naples et Îles Éoliennes en 2006,
- Palladio, vendu pour être détruit en mars 2016.

## Les lignes régulières desservies par Siremar
La compagnie Siremar travaille sur cinq secteurs en concession :
- Îles Éoliennes (avec prolongement sur Naples)
- Île d'Ustica
- Îles Égades
- Île de Pantelleria
- Îles Pélages (Lampedusa et Linosa)

### Îles Éoliennes
- Naples ↔ Île de Stromboli ↔ Ginostra ↔ Panarea ↔ Leni - Santa Marina Salina ↔ Lipari ↔ Île de Vulcano ↔ Milazzo, avec des ferries traditionnels (en nocturne)
- Milazzo ↔ Île de Vulcano ↔ Lipari ↔ Santa Marina Salina ↔ Panarea ↔ Ginostra ↔  Île de Stromboli ↔ Leni ↔ Île de Filicudi ↔ Île d'Alicudi et viceversa, avec des ferries traditionnels diurnes.

### Îles Égades
- Trapani ↔ Île de Favignana ↔ Île de Levanzo ↔ Île de Marettimo

### Île d'Ustica
- Palerme ↔ Ustica (2h40)

### Île de Pantelleria
- Trapani ↔ Pantelleria (6h)

### Îles Pélages
- Porto Empedocle ↔ Île de Linosa (5h45)
- Porto Empedocle ↔ Île de Lampedusa (8h15 via Linosa)